# Maria Luísa Fançony
Maria Luísa Fançony, también conocida como Luísa Fançony (Luau, 1946) es una periodista y locutora de radio angoleña. Trabajó en la Radio Nacional de Angola (RNA). En 1992 fue cofundadora de la radio Luanda Antena Comercial (LAC), de la cual es directora general, siendo la única mujer en Angola a dirigir una estación radiofónica.

## Biografía
Fançony nació en 1946 en el municipio del Luau, Provincia de Moxico, en Angola. Se mudó a Bié con solo seis meses, donde vivió hasta a los 16 años. Con solo 14 años inició su recorrido en la radio, el medio de comunicación en que trabaja hasta hoy. Vivió en el Lobito a finales de los años 50 y durante la década de 1960, trabajando en la radio Club Lobito. Tras muchos años de experiencia como locutora de radio, decidió formarse en Psicología de la Educación, para complementar el trabajo que había desarrollado hasta entonces.

## Trayectoria
Fançony comenzó su trayectoria periodística a los 14 años en la Radio Club del Bié, como becaria, después de haber quedado en segundo lugar en un concurso para un empleo. Después de esto, fue colaboradora en la Radio Club del Lobito. Fançony se mudó a Luanda para trabajar inicialmente en la Emisora Católica de Angola, a invitación de José María Almeida. Después trabajó para la Radio Voz de Luanda, donde produjo un programa titulado la Hora de la Mujer y otros programas de entretenimiento. Poco después, Fançony entró a trabajar en la Emisora Oficial de Angola, como realizadora de programas, que después de la independencia pasó a ser la Radio Nacional de Angola (RNA).
Entre el inicio de la década de los 80 y 1992, fue directora de programas en la RNA, a la vez que realizó programas como Para la Mujer y Reencontrar a África. En 1988, además de la dirección de programas, Fançony también llevaba la parte de información, colaborando con el Director-General de la RNA Guilherme Mogas. El 25 de septiembre de 1992, fundó la Luanda Antena Comercial (LAC) con Mateus Gonçalves y José Rodrigues, emisora de la cual es directora, siendo la única mujer dirigente de una estación radiofónica en Angola.
En la LAC, Fançony, produjo el programa Ellas y el Mundo, uno de los programas con mayor audiencia de la radio. Consistía en un debate semanal en las mañanas de los miércoles, con la participación, además de Fançony, de Laurinda Hoygaard, Alexandra Simeão, Ana Paula Godinho y Suzana Mendes, cuya emisión se suspendió 2015. Fançony realizó tres emisiones en la Televisión Pública de Angola (TPA), con programas relacionados con la mujer y con debates de cuestiones de índole social. También presentó el programa de los domingo por la noche Usted Decide. Fançony también fue directora de la revista Talento, de tirada mensual, fundada en 2003.
Además, fue colaboradora de la Organización de la Mujer Angoleña, escribiendo algunos discursos para la responsable máxima de la organización.

## Reconocimientos y premios
En 2009, fue homenajeada en el premio anual Divas de Angola, cuyo objetivo es reconocer mujeres que hayan tenido un recorrido con destaque en diferentes áreas en la sociedad angoleña.
En 2011, el centro comercial Bellas Shopping, en Luanda, organizó una exposición conmemorativa del Día Internacional de la Mujer que distinguía a 34 mujeres que destacaron en diferentes periodos históricos por el mundo, siendo una de ellas Fançony. En el grupo se encontraban también, entre otras, las angoleñas Eunice Inácio (primera nominada al Premio Nobel de la Paz angoleña), Gabriela Antunes (profesora y escritora) y Anabela Leitão (la primera doctorada después de la independencia de Angola).
Fançony participó en el 2.º Congreso de la Radiodifusión de Angola, en 2013, con la presentación de una charla dirigida al tema La historia de la Radio en Angola. Cuatro años más tarde, en 2017, fue distinguida para el Premio Nacional de Cultura y Artes, en la categoría de Periodismo Cultural. En 2019, el Día de la Mujer Africana, varias jóvenes poetisas le rindieron homenaje en un recital en la Casa de la Cultura de Rangel Njinga Mbande, en Luanda. En abril de 2020 fue directora del Nuevo Periódico durante una semana, habiendo firmado el editorial normalmente asumido por Armindo Laureano, en una edición que señala los 18 años de Paz en Angola.